# Challenger de Stockton
El Stockton ATP Challenger es un torneo profesional de tenis. Pertenece al ATP Challenger Series. Se juega sobre pistas de dura, en Stockton, Estados Unidos. Desde 2016.

## Palmarés

### Individuales
| Año  | Campeón        | Finalista  | Resultado |
| ---- | -------------- | ---------- | --------- |
| 2016 | Frances Tiafoe | Noah Rubin | 6–4, 6–2  |

### Dobles
| Año  | Campeones             | Finalistas                   | Resultado     |
| ---- | --------------------- | ---------------------------- | ------------- |
| 2016 | Brian Baker Sam Groth | Matt Reid John-Patrick Smith | 3–6, 6–3, 6–2 |